# Club Atlético Stockolmo
El Club Atlético Stockolmo es un equipo profesional de baloncesto con sede en Prado, Montevideo, Uruguay, que participa de la Liga uruguaya de ascenso. Fue fundado el 25 de julio de 1919 y se afilió a la FUBB en ese mismo año. En su historia siempre fue el equipo con más hinchas del barrio Prado. 
El máximo logro del club es el Campeonato Federal de 1954, triunfo secundado por los vicecampeonatos obtenidos en 1952 y 1962. A su vez fue campeón del Torneo de Invierno tres veces (1951, 1968 y 1993), conquistó la Segunda División en tres oportunidades (1943, 1991 y 1961) y ganó la Tercera División cuatro veces (1942, 1985, 1998 y 2005).  
Actualmente disputa la Segunda División del básquetbol uruguayo.

## Historia
En primera desde 2024

## Jugadores
| Plantel 2024      | Plantel 2024 | Plantel 2024        | Plantel 2024 |
| ----------------- | ------------ | ------------------- | ------------ |
| Nombre de Jugador | Posición     | Fecha de Nacimiento | Altura       |
| Facundo Terra     | Base         | 1998-05-14          | 188          |
| Nicolas García    | Base         | 1988-07-05          | 185          |
| Ignacio Gadnich   | Escolta      | 2001-01-11          | 182          |
| Mateo Mac Mullen  | Alero        | 2003-02-23          |              |
| Lucio Castellani  | Ala pivot    | 1994-11-21          | 196          |
| Maximiliano Botta | Ala pivot    | 1995-10-03          | 194          |
| Santiago Ramírez  | Ala pivot    | 1993-09-29          | 198          |
| Diego Soarez      | Pivot        | 1987-09-07          | 205          |
| Thiago Copelotti  |              |                     |              |
| Bruno Medina      |              | 2002-06-02          | 206          |
| Lucas Portela     |              | 2003-02-26          | 189          |
| Leandro Rodríguez |              |                     | 209          |
| Cuerpo técnico    |              |                     |              |
| Gonzalo Fernández | Entrenador   | Entrenador          | Entrenador   |

## Palmarés

### Torneos nacionales
- Campeón Federal (1): 1954
- Vicecampeón Federal  (2): 1952 y 1962
- Campeón del Torneo de Invierno  (3): 1951, 1968 y 1993
- Campeón de Segunda (3): 1943, 1991 y 1961
- Campeón de Tercera  (4): 1942, 1985, 1998 y 2005
- Vicecampeón El Metro (1): 2021